# Xanthopimpla bistrigata
Xanthopimpla bistrigata là một loài tò vò trong họ Ichneumonidae.